# Lasiodora parahybana
Lasiodora parahybana är en spindelart som beskrevs av Cândido Firmino de Mello-Leitão 1917. 
Lasiodora parahybana ingår i släktet Lasiodora och familjen fågelspindlar. Inga underarter finns listade i Catalogue of Life.